# 스즈키 하루노부
스즈키 하루노부(鈴木 春信, 교호 10년〈1725년〉 ? - 메이와 7년 6월 15일〈1770년 7월 7일〉)는 에도 시대 중기의 우키요에 화가. 얇은 몸에 가련, 섬세한 표정의 미인화로 인기를 떨치고, 우키요에라 하면 먼저 떠오르는 목판에 여러 색을 칠하는 니시키에의 탄생에 결정적인 역할을 하였고, 후의 우키요에의 발전에 많은 영향을 미쳤다.

## 내력

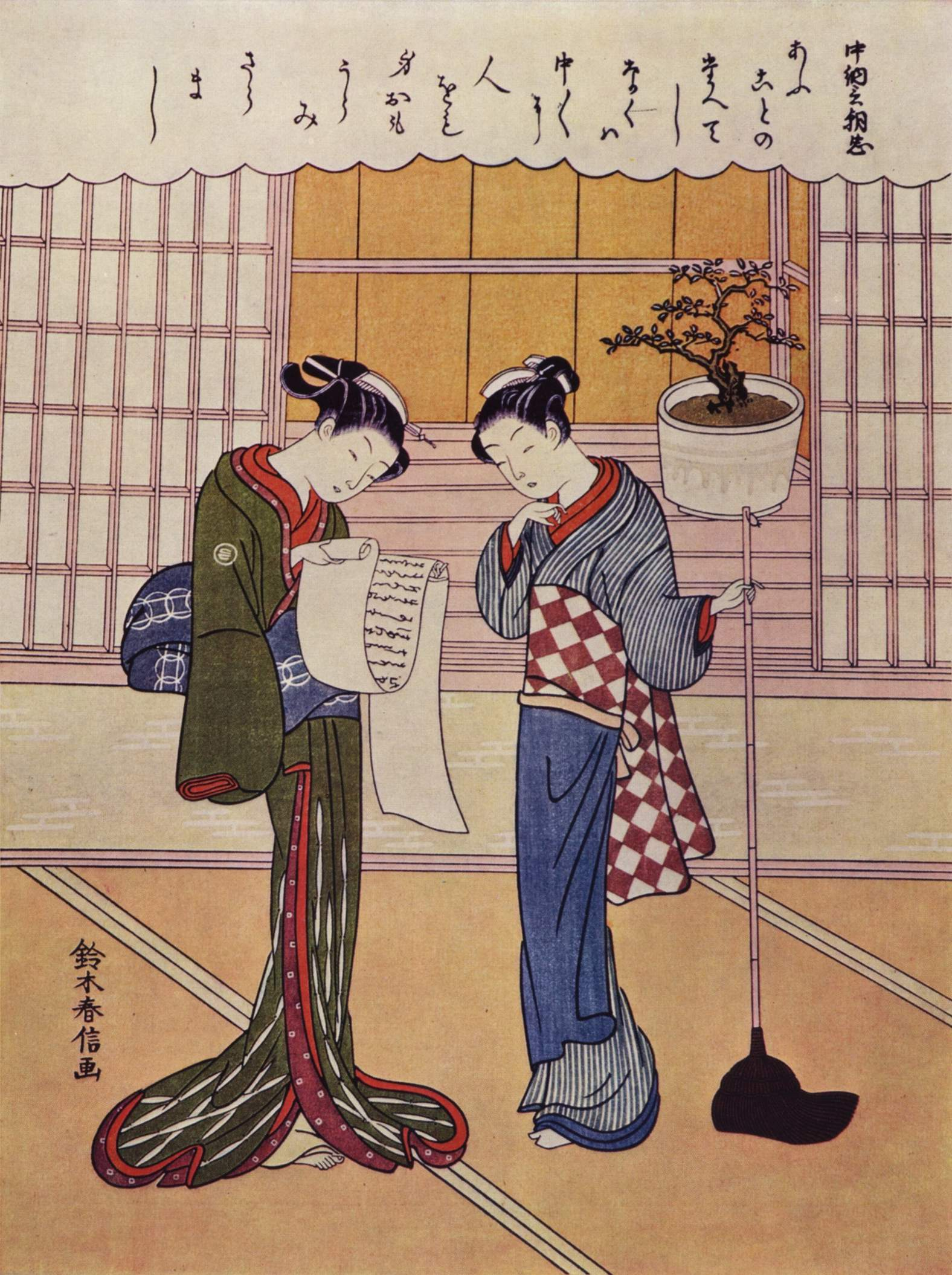
「중납언 아사타다(中納言朝忠)학자(文読み)」

교토에 나와서 니시카와 스케노부(西川祐信)에게서 배워, 후에 에도에서 살았다고 한다. 또는 니시무라 시게나가(西村重長)의 제자라고도 전해진다. 성은 호즈미(穂積), 후에 스즈키(鈴木)로 칭한다. 통칭 지로베에(次郎兵衛). 호는 조에이켄(長栄軒), 시코진(思古人). 에도 시로카베정(神田白壁町)(현재 • 가지정 (지요다구))의 호주(가주)로 비교적 유복했다고 추정된다. 근처에는 히라가 겐나이가 살고 있었고 친구로 서로 친하며, 함께 니시키에의 공부를 했다고 한다. 호레키 10년(1760년) 3월 상연인 연극에 기반해 세판 베니즈리에(紅摺絵, 단순색으로 박아낸 판화)의 야쿠샤에(役者絵, 배우의 판화)「이치카와 가메조(市川亀蔵)의 소가 고로(曽我五郎)와 반도 산파치(坂東三八)의 미오노야노 시로(三保谷四郎)」가 첫 작품이고, 이후 사망하기까지의 10년간 우키요에 화가로 활약했다. 초기에는 베니즈리에의 야쿠샤에도 알려져있다. 호레키 동안은 이러한 야쿠샤에, 미인화 외에, 고전적 화제(畵題)의 베니즈리에, 수채화를 제작했고, 현재 야쿠샤에만으로도 30점 남고, 수채화도 30점 이상 알려져있다.

### 니시키에 탄생
니시키에가 대유행하는 계기가 된 것은 1600 고쿠도리의 하타모토 • 오쿠보 진시로(大久保甚四郎)(하이쿠 필명은 교센(巨川))와 1000 고쿠도리의 아베 하치노신(阿部八之進)하이쿠 필명은 샤케이(莎鶏))이, 약종상의 고마쓰야 산에몬(小松屋三右衛門)(하이쿠 필명은 햣키(百亀)) 무리와 협력해서 아낌없이 돈을 써서 획기적인 여러 색을 칠하는 기술을 개발하고, 메이와 2년(1765년) 이후에 개최한 그림 달력 교환회이다(당시의 태음력에서는 매년, 30일 있는 큰 달 • 29일의 작은 달이 변했기 때문에, 그림으로 달의 대소를 표현한 것이 그림 달력). 또, 조각가나 목판 인쇄업자와 협력해 목판에 여러 색을 칠하는 기술 개발, 색채 표현의 가능성을 추구하고, 여러 디자인의 그림 달력이 앞다투어 만들어져, 이윽고 니시키에의 유행으로 발전해 갔다. 하루노부의 「자시키 핫케이(座敷八景)」에 「교센공(巨川工)」이라고 돼있는 것은 이 아이디어의 고안자를 나타내고 있고, 이 경우, 오쿠보 교센을 가리키고 있다. 또 하루노부의 작품이 당시의 지식인을 후원하고, 조각가, 인쇄업자와의 긴밀한 협력에 의한 제작이라는 것을 나타내고 있다. 다이쇼 8년(1919년)에 유지(有志)에 의해 세워진 비석이 다이토구 야나카의 다이엔지(大円寺)에 있다. 법명은 홋쇼 신가쿠 거사(法性真覚居士).
니시키에의 초창기에 세상을 휩쓸었기에 다수의 추종자를 배출했다. 하루노부의 제자로 스즈키 하루시게(鈴木春重)(시마 고칸(司馬江漢), 스즈키 하루히로(鈴木春広)(이소다 고류사이(磯田湖龍斎)), 고마이 요시노부(駒井美信), 스즈키 하루지(鈴木春次), 마스노부(益信), 미쓰노부(光信), 나카 구니노부(仲国信) 등이 있다. 차대의 잇피쓰사이 분초(一筆斎文調), 가쓰카와 슌쇼(勝川春章) 기타오 시게마사(北尾重政), 도리이 기요나가(鳥居清長) 등에도 영향을 주어 우키요에 황금기를 직접 이끌게 되었다고 해도 과언이 아니다.

## 작품
현존하는 작품 수는, 1000점 정도로 추정된다. 후세의 인기 우키요에 화가들과 비교하면, 한 그림 당 잔존 수가 적고, 주요 작품의 대부분이 일본에 있지 않고 해외에 있다. 우키요에 판화의 수와 비교하면, 니쿠히쓰 우키요에(肉筆浮世絵, 판화가 아닌 직접 붓으로 그린 우키요에)인 유작은 극히 적다. 판형은 중판이 표준적이지만, 하시라에(柱絵, 기둥을 꾸미기 위해 좁고 길게 그린 우키요에)도 적잖게 남아있다. 하루노부의 작품에서는 에도에 없었던 교토풍 및 중국 미인화의 영향이 보인다. 구체적으로는 구도나 구성은 교토 쪽의 니시카와 스케노부의 판본을 참고로 하는 곳이 많고, 그 미인의 모습은 명나라 시대의 중국 판화가 구영에게서 영향을 받았다. 그 외에 『고금 와카집』이나, 고금동서의 고사 설화에서 얻은 소재를 당대 풍속으로 바꾼「미타테에(見立絵)」인 작품이 많다. 또 니시키에의 기법으로도 그 창시의 시기에도 불구하고, 다양한 기법을 생각해내고, 그 예술성을 높이는 것으로 되었다.
하루노부가 그리는 미인은 인물이 일반적으로 몸집이 작고 손발도 가냘프며, 색채도 호분을 섞은 중간색을 사용하고 있고, 그 서정성도 환상적으로 된다. 대표작으로 「풍류사계가선(風流四季歌仙)」, 「자시키 핫케이(座敷八景)」, 「풍류 야쓰시 시치코마치(風流やつし七小町)」, 「풍속 무타마 강(風俗六玉川)」등의 시리즈 외에, 가사모리 오센(笠森おせん)등, 당시의 고명한 에도 미인도 그리고 있다.

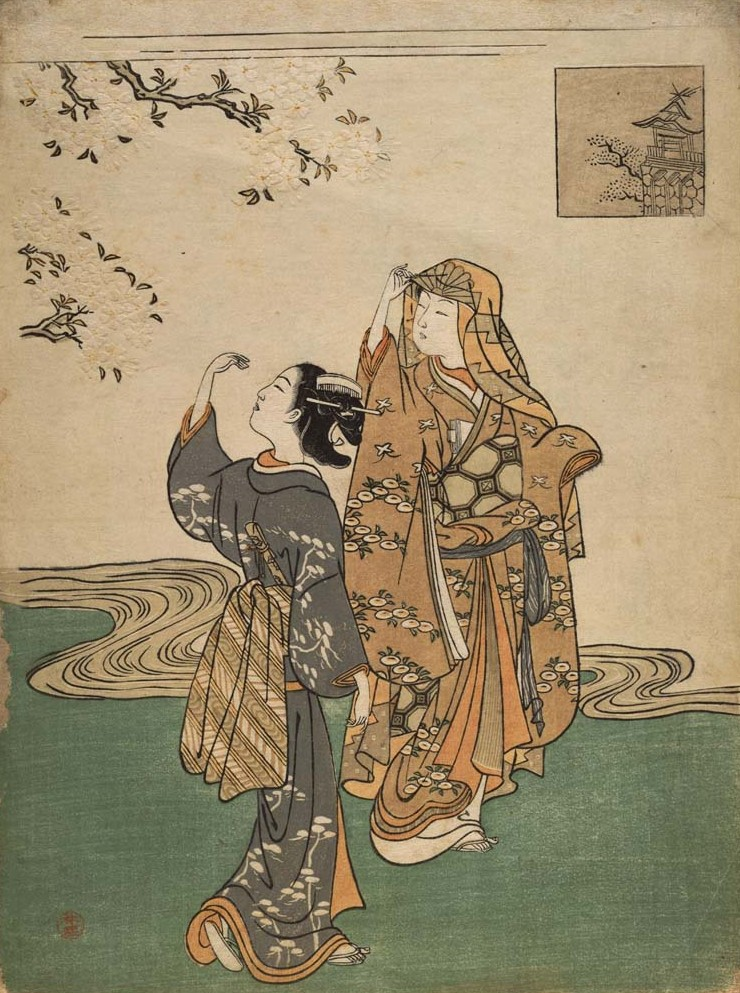
「풍류 시치코마치 야쓰시 시미즈(風流七小町やつししみづ)」 그림: 기요미즈데라

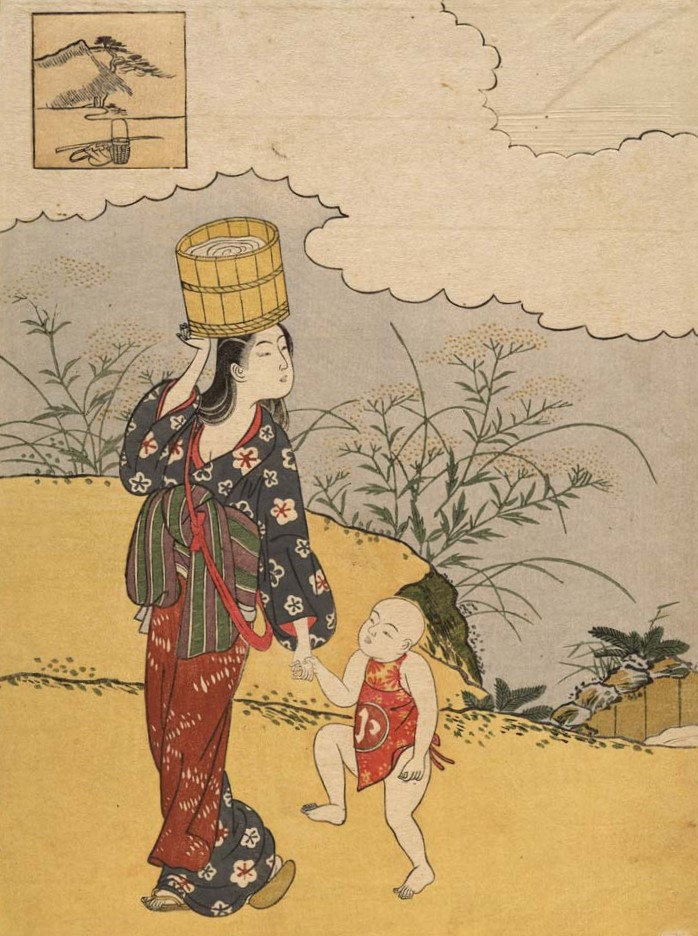
「풍류 야쓰시 시치코마치 • 세키데라(風流やつし七小町・関寺」

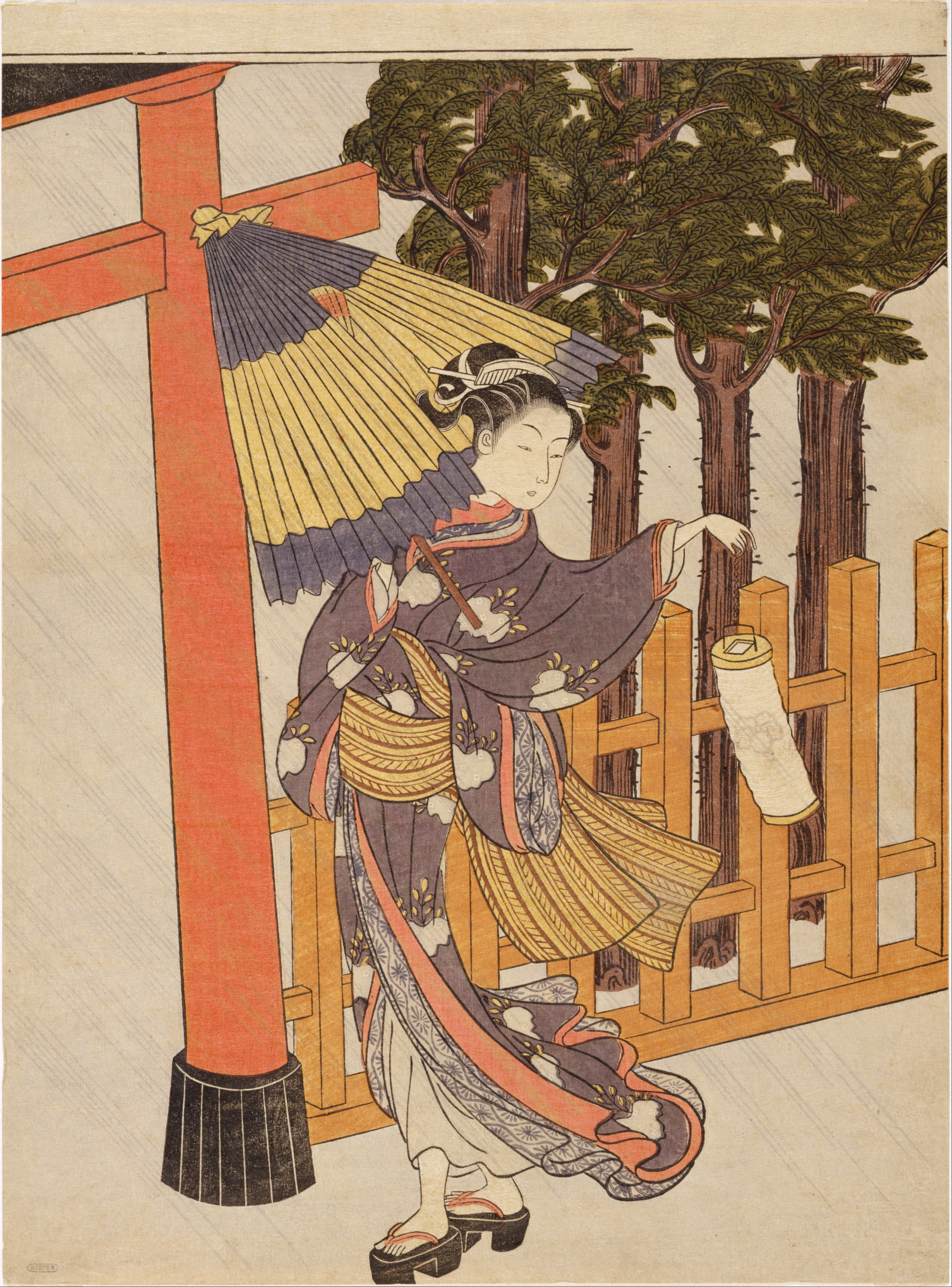
「비 오는 밤의 신사 참배(雨夜の宮詣)」가사모리 오센(笠森おせん)

외에도 「사기무스메(鷺娘)」나 「머리 감는 두 미인(髪洗い二美人)」등등 뛰어난 작품도 많고, 후세에까지 큰 영향을 끼치고 있다. 「세가와 기쿠노조 도(瀬川菊之丞図)」는 하시라에의 세로로 긴 화면을 살려 기쿠노조(瀬川菊之丞 (2대)의 날씬한 얇은 몸을 담고 있다. 그림의 상부에는 우치야마 가테이(内山賀邸)에 의한 「깊은 연못  빠지는 도움에  만나는 세가와  소리 듣기  잘한다고 알아(深き渕 はまるひいきに あふ瀬川  音にもきくの 上手とはしれ)」라는 교카가 더해져 있다.

## 대표작

### 베니즈리에
- 「풍류 야쓰시 시치코마치」 세판 7장 모둠 호레키 말 즈음 세키데라(도쿄 국립박물관 소장) 등
- 「미타테 산세키(신고금 와카집에서 '가을 저녁 노을(秋の夕暮)'로 끝맺는 데이카, 자쿠렌, 사이교의 세 와카) 「데이카 자쿠렌 사이교」(見立三夕 「定家 寂蓮 西行」)」 대판(세판 16.5*11) 호레키 말기 보스턴 미술관 소장
- 「말 위의 조선인」 세판 1764년(메이와 원년) 즈음 보스턴 미술관 소장
- 「조선인 행렬」 세판 1764년(메이와 원년) 즈음 보스턴 미술관 소장

### 니시키에
- 「소나기(夕立)」 중판 1765년(메이와 2년)의 그림 달력에서, 널어 놓은 세탁물에 문양으로 「메이와 2 대 2 3 5 6 8 10(メイワ二 大二三五六八十)」라고 돼있고, 같은 해의 대(大)의 달이 드러난다. 시카고 미술관, 보스턴 미술관 등 소장
- 「자시키 핫케이」 경대의 가을 달(鏡台の秋月), 부채의 청람(갠 여름 산에서 이는 아지랑이)(あふぎの晴嵐), 다정자(다구(茶具)를 얹는 탁자)의 밤비(台子の夜雨), 안족의 낙안(내려앉은 기러기)(琴路の落雁), 행등의 명승(あんとう(行燈)の名勝), 수건걸이의 귀범(돌아오는 배)(手拭かけの帰帆), 누리오케(풀솜을 잡아늘이는데 쓰는 도구)의 모설(저녁 눈)(塗桶の暮雪) 등 8 그림이다. 처음은 오쿠보 교센이 안을 내 하루노부가 그린 선사품이었다. 중판 인쇄물 1765년(메이와 2년) 즈음, 시카고 미술관 소장
- 「기요미즈의 무대에서 뛰는 미인(清水の舞台より飛ぶ美人)」 중판 1765년(메이와 2년)의 그림 달력으로, 여성의 기모노에 그려진 조개 모양에 「대, 2, 3, 5, 6, 8, 10」의 문자가 디자인화 되었고, 동년의 대(大)의 달이 드러난다.
- 「밤의 매화(夜の梅)」 중판 1766년(메이와 3년) 즈음 메트로폴리탄 미술관 소장
- 「설중 아이아이가사(한 우산을 남녀가 같이 쓰는 것)(雪中相合傘)」 눈이 내리는 곳을 흰 옷의 여자아이와 검은 옷의 총각이 한 우산을 쓰고 걷는 모습. 화제(畵題)는 우로 미치유키(烏鷺道行, 까마귀와 백로가 같이 걷는 것)이다. 중판 1767년(메이와 4년) 즈음 대영박물관 등 소장
- 「부채 장수(団扇売り)」 중판 1767년(메이와 4년)~1768년(메이와 5년) 즈음 에도 도쿄 박물관, 보스턴 미술관, 베를린 동양 미술관 소장
- 「물장수(水売り)」 중판 그림 달력 1765년(메이와 2년) 도쿄 국립 박물관 소장 중판 그림 달력과 니시키에인 개판물이 있다.
- 「설중 툇마루 끝의 미인(雪中縁端美人)」 도쿄 국립 박물관 소장
- 「공과 남녀(鞠と男女)」　중판 지바시 미술관 소장 1767년(메이와 4년) 즈음
- 「학 위의 유녀(鶴上の遊女)」　중판 게이오기주쿠 대학 미타 정보 센터 소장 메이와 중기
- 「매화의 가지 꺾기(梅の枝折り)」　중판 야마타네 미술관 소장 1765년(메이와 2년)~1770년(메이와 7년) 즈음
- 「오센(가사모리 오센)의 찻집(お仙の茶屋)」　중판 도쿄 국립 박물관 소장 1765년(메이와 2년)~1770년(메이와 7년) 즈음
- 「야나기야 미타테 세 미인(柳屋見立三美人)」　대판 도쿄 국립 박물관 소장 1768년(메이와 5년)~1769년(메이와 6년)
- 「풍류 사계 가선 2월 물가의 매화(風流四季歌仙　二月水辺梅)」　중판 게이오기주쿠 소장 1768년(메이와 5년) 즈음
- 「미타테 기쿠지도(見立菊慈童)」　가로 중판 도쿄 국립 박물관 등 소장 1765년(메이와 3년)~1766년(메이와 4년) 즈음
- 「미타테 유가오(見立夕顔)」　중판 2매 속 그림 달력 호놀룰루 미술관 소장 1765년(메이와 3년)
- 「무타마가와(六玉川)」　중판 모둠 수종 존재
- 「풍속 사계 가선(風俗四季歌仙)」 중판 모둠 입추 등
- 「툇마루 끝 이야기(縁先物語)」　중판

### 그림책
- 『그림책 하나카쓰라(絵本花葛蘿)』　1763년(메이와 1년)
- 『그림책 지요마쓰(絵本千代松)』　스미즈리(墨摺, 묵 1색으로 칠하는 목판화) 반지본 3권 지바시 미술관 소장 1766년(메이와 4년) 1월 간행
- 『그림책 청루 미인합(絵本青楼美人合)』　채색 판화 미농지본 5권 일본 국립 국회 도서관 소장 1770년(메이와 7년) 요시하라 재주의 유녀 166명을 사계 풍속에 따라 그린다.

### 니쿠히쓰 우키요에
| 작품명                                                                                               | 기법      | 형상 • 원수 | 치수(가로×세로cm) | 소유자                                                                     | 연대             | 낙관 • 인장                                                          | 비고 |
| --- | --------- | ----------- | ----------------- | -------------------------------------------------------------------------- | ---------------- | -------------------------------------------------------------------- | --- |
| 미타테 백의관음 선재동자도(見立白衣観音善財童子図) • 미타테 현종 황제 양귀비도(見立玄宗皇帝楊貴妃図) | 견본 착색 | 쌍폭        |                   | 데키스이켄 기념 문화 진흥 재단(摘水軒記念文化振興財団)(지바시 미술관 기탁) | 메이와 연간 후기 | 관기 「스즈키 하루노부화(鈴木春信画)」                               | 와타나베 가테이 구장 |
| 2대 세가와 기쿠노조도                                                                                | 견본 착색 | 1폭         | 94.5x9.3          | 우키요에 오타 기념 미술관                                                  |                  | 낙기 「스즈키 하루노부화(鈴木春信畫)」/「하루노부(春信)」 백문방인   | 우치야마 가테이 찬 「깊은 연못 빠지는 도움에 만나는 세가와 소리 듣기 잘 한다고 알아(深き淵 はまるひいきに あふ瀬川 音にもきくの 上手とはしれ)」 |
| 벚나무 아래 유녀의 서있는 모습 그림(桜下遊君立姿図)                                                  | 견본 착색 |             |                   | 가마쿠라 국보관(鎌倉国宝館)                                                |                  |                                                                      | |
| 이데의 다마 강 그림(井出の玉川図)                                                                    | 견본 착색 | 1폭         | 37.1x57.2         | MOA 미술관                                                                 |                  | 낙기 「스즈키 하루노부화(鈴木春信畫)」/「하루노부(春信)」 백문방인   | |
| 현종 황제 양귀비도(玄宗楊貴妃図)                                                                     | 견본 착색 | 1폭         | 44.6x64.8         | MOA 미술관                                                                 |                  | 낙기 「스즈키 하루노부(鈴木春信)」/「하루(春)」「노부(信)」 백문방인 | |
| 원숭이와 미인도(猿と美人図)                                                                          | 견본 착색 |             |                   | 나라현립 미술관                                                            |                  |                                                                      | |
| 목욕 후의 모자도(浴後の母子図)                                                                       | 지본 착색 | 1폭         | 75.6x26.3         | 개인                                                                       |                  | 낙기 「하루노부화(春信畫)」/「하루노부(春信)」 백문방인              | |
| 스미다 강가 봄놀이 그림(隅田河畔春遊図)                                                              | 견본 착색 | 1폭         | 32.7x54.5         | 보스턴 미술관                                                              | 메이와 연간      | 낙기 「스즈키 하루노부화(鈴木春信画)」/「하루노부(春信)」 백문방인   | |

### 내용주
1. ↑  윤곽선을 묵이 아닌, 닭의장풀의 푸른색으로 찍은 작품. 우아한 느낌이 나지만, 닭의장풀의 푸른색은 극히 퇴색하기 쉬워 현재는 갈색으로 돼있어 당시와 같은 감상을 하는 것은 어렵다.